# Трухин (хутор)
Трухин — хутор в Обливском районе Ростовской области.
Входит в состав Нестеркинского сельского поселения.

## География
На хуторе имеется одна улица — Овражная.

## Население
| 2010 |
| ---- |
| 41   |